# Остання зірка (роман)
«Остання зірка » — науково-фантастичний роман для молоді, написаний американським письменником Ріком Янсі . Він був опублікований 24 травня 2016 року GP Putnam's Sons . Роман є третім і останнім у трилогії «5-та хвиля », якій передує «Нескінченне море ».
«Остання зірка » завершує історію 16-річної Кассіопеї «Кессі» Салліван, яка бореться з прибульцями, які вторглися на Землю.

## Сюжет
Історія починається зі спогадів про батька Кессі Салліван, коли він був дитиною на шкільній екскурсії до планетарію. Вражений зірковим видовищем, яке показали адміністратори, він тут же вирішує назвати майбутню доньку на честь Кассіопеї .
У сьогоденні решта людей намагається уникнути зіткнень з «іншими», прибульцями, які знищили більшу частину людства. Група тих, хто вижив, ховається в печерах поблизу Урбани, штат Огайо . Один із них, священик, виявляється Глушником, людиною, фізично покращеною за допомогою імплантованого нейронного чіпа (частина «12-ї системи» Інших), яка також змушує їх вірити, що вони Інші. Після вбивства людей Глушник сидить і чекає дня, коли інопланетний материнський корабель розпочне Останню Хвилю, скине зелені бомби, які завершать знищення людства та завершать плани Інших щодо Землі.
Підліток Рінгер, удосконалена 12-ю системою Воша, лідера Інших у формі людини, провела 40 днів у пустелі, випробовуючи свої вдосконалення. Вона повертається до Воша, оскільки знає, що у них спільна мета: він допоможе їй убити Евана Вокера, Глушника, який почав допомагати людям після того, як закохався в Кессі. Вош дає Рінгер бомбу, що міститься в пігулці, яка може знищити все в радіусі п’яти миль, щоб вона могла вбити себе, а не бути вбитою Останньою хвилею, коли прийде час. Потім він відправляє Рінгера та Глушника на ім’я Констанс шукати Евана в печерах.
Кессі, її молодший брат Сем (на ім’я Нагетс), її колишня шкільна любов Бен Періш (тепер використовує ім’я Зомбі) та інші молоді люди із загону 53 ховаються у безпечному будинку. Загони являли собою команди молодих людей, яких «озброїли» у 5-й Хвилі, обманом змусили нападати на інших людей, які вижили, сказавши, що ці люди насправді є Іншими в людській масці. Одного разу Кессі була здивована появою Евана. Вона кричить на нього про те, яким жорстоким було захоплення Іншими, і про те, що Сем забуває своє життя до початку вторгнення, втрачаючи риси людяності. Пізніше вона розлютилася на Зомбі, коли він оголосив, що вони з Дамбо йдуть до печер, щоб знайти Чашечку та Рінгер (не знаючи про трансформацію Рінгер та факту, що Чашека мертва), щоб він міг попередити їх про майбутню останню Хвилю.
Тим часом у лісі атака закінчується пострілом у спину Дамбо. Зомбі прикладає ганчірки до рани Дамбо, ховає його в будівлі в Урбані та йде за допомогою. Пізніше Зомбі знаходить стареньку жінку, яка годує котів. Вона нагадує йому його бабусю. Вона пропонує йому трохи супу, потім розповідає, що секретним інгредієнтом є кіт, а потім намагається задушити Зомбі. Йому нічого не залишається, як застрелити її.
Рінгер і Констанс приземляються біля печер. Констанс зникає, а Рінгер бореться зі священиком-глушителем, чия сила системи 12 швидша та сильніша. У цей момент Зомбі також прибуває до печер, все ще шукаючи Рінгер та Чашечку. Він падає у велику яму, повну мертвих тіл, і починає тонути, коли Констанс витягує його звідти і застрелює священика.
Зомбі, Рінгер і Констанс вирушають в Урбану, щоб возз'єднатися з Дамбо. Зомбі підозрює Констанс, але Рінгер ручається за неї, знаючи, що якщо вона цього не зробить, Констанс уб’є її друзів. Вони повертаються до схованки Дамбо, але Рінгер зауважує, що він втратив занадто багато крові. Дамбо вмирає, а Зомбі позначає його могилу кольоровими прапорцями.
Вони втрьох повертаються до безпечного будинку, де чекають Еван, Кессі, Нагетс і Меган (малолітня дитина, яку вони раніше врятували). Коли тріо прибуває, Констанс хапає Нагетса і приставляє пістолет до його голови, вимагаючи віддати їй Евана, щоб вона могла повернути його до Воша. Нагетс із захованого в штанях пістолета стріляє в Констанс. Її вдосконалення допомагають їй вижити, тому Рінгер і Нагетс кілька разів стріляють у неї, щоб добити. Рінгер каже їм, що Вош побачить, що імплантат Констанс офлайн, і відправить гелікоптер і загін військ 5-ї хвилі, щоб схопити Евана та вбити всіх інших. Еван добровільно повертається до Воша, щоб врятувати всіх інших.
Коли час битви наближається, всі ховаються в підвалі безпечного будинку. Рінгер і Еван вбивають багатьох атакуючих солдатів, які виявились початковим загоном Рінгер до того, як її перевели до загону 53. Евана схоплюють і везуть на вертольоті. Рінгер розробляє план для тих, хто в безпечному будинку, щоб напасти на солдатів, які прибудуть, щоб повернути вцілілих з першого вертольота. Під час цього планування та очікування Рінгер розповідає Зомбі, що вона вагітна дитиною Бритви — солдата 5-ї Хвилі, який допоміг Рінгер втекти від Воша в кінці попередньої книги. Коли прибуває наступний вертоліт, вони вбивають усіх солдатів, захоплюють пілота вертольота майора Боба та залишають пораненого зомбі, щоб відвезти Нагетса та Меган до печер. Рінгер змушує майора Боба відвезти їх на базу Воша.
Еван вже прибув на базу, де Вош нарешті пояснює дії прибульців. Вони маніпулюють, вчиняють геноцид і пригнічують розвиток інших розумних видів, щоб сприяти своїм власним радикальним глибоко екологічним цілям. Він каже Евану, що на Землі є лише 12 справжніх Інших, таких як Вош, які знають усі їхні плани: Інші відвідали багато планет і атакували домінуючі види, щоб врятувати життя всіх інших видів, перш ніж домінуючі зможуть знищити себе та екосистеми їхньої планети. Він каже, що наступного дня материнський корабель розбомбить кожне місто на Землі, щоб знищити всі сліди людства. Це усуне всі сліди мистецтва, музики, знань і цивілізації. У результаті решта людства воюватиме між собою, не маючи доступу до своїх минулих знань. Люди ніколи не зможуть піднятися до цивілізації знову і назавжди залишитися в кам'яному віці, таким чином зберігаючи баланс життя на землі. Коли ця остання хвиля вдасться, нагородою для Воша буде запуск у рятувальній капсулі на материнський корабель, щоб стати свідомим безсмертно.
Вош знає, що його творіння 12-та системиа, Рінгер, повернеться, щоб убити його, тому він повинен її вбити. Він оглядає Евана і виявляє, що збій у 12-й системі — це кохання – у випадку Евана він закохався в Кессі. Він перепрограмував Евана, щоб уся його людськість була стерта з його розуму, залишивши його як беземоційну машину для вбивства. Він знає, що Рінгер прийде, і планує змусити Евана вбити її.
У печерах гелікоптер шукає втікачів із притулку. Незабаром Зомбі, Нагетс і Меган вступають у гарячу битву з атакуючим загоном. Зомбі допомагає Меган і Нагетсу втекти, коли його раптово стріляють у потилицю, і все стає білим.
Рінгер і Кессі починають проникнення на базу. Після приземлення Кессі (вона тепер одягнена в солдатську форму) біжить в одну сторону, а Рінгер біжить в іншу. Рінгер підриває бомбу, і в сум'ятті Кессі вдається сховатися серед війська. Кессі та Рінгер планують дістатися до командного центру з протилежних сторін, а Рінгер запускає додаткові бомби, щоб викликати хаос. Кессі постійно чує сигнал тривоги, який попереджає про те, що Загальний наказ №4 розпочнеться через п’ять хвилин і всі сили мають прямувати до визначених безпечних зон. Кессі добирається до дверей, де вона чекає на Рінгер, коли активується Загальний наказ 4. Усе світло на базі гасне, система вимикається, починаючи затоплювати кімнату, а її шкіра починає горіти – зменшена версія перших трьох хвиль (відключення світла, повені, епідемія), які використовували Інші, коли атакували Землю. Вона стріляє у вікно й вистрибує на вулицю, валяючись у бруді, щоб спробувати видалити отруту зі своєї шкіри.
Зомбі приходить у печери Урбани. Жінка-сержант показує йому фотографію Рінгер і запитує, де вона. Він прикидається дурнем, доки вона не приставляє пістолет до голови Нагетса, потім він визнає, що Рінгер пішла на базу, щоб убити Воша. Її війська хочуть убити Нагетса, Зомбі та Меган, але сержант каже, що вони отримали наказ захопити їх, тому вони завантажують їх у вертоліт і повертаються на базу.
Коли Рінгер бачить Кессі, що котиться по землі, вона стрибає з висоти 40 футів через дах, а потім стрибає на три поверхи вниз, щоб допомогти Кессі. Рінгер знімає з Кессі весь одяг і міняється з нею одягом, знаючи, що вдосконалення 12-ї Системи захистять її від отрути. Пара спускається на базу в пошуках Евана і Воша. Вони входять в ядро комп'ютера і намагаються знайти дані Евана, щоб дізнатися, де він знаходиться. Оскільки всі дані/спогади людей позначено номерами, Кессі вирішує завантажити в свою свідомість спогади всіх 10 000 людей. Рінгер чує рух у коридорі та залишає Кессі прив’язаною до крісла для завантаження. Тим часом Кессі тепер знає все про Рінгер, Евана, Зомбі, Нагетса та всіх інших людей, завантажених у базу даних. Вона також вивчає всі коди доступу та макет бази.
Рінгер знаходить Евана в коридорі, і вони починають битися. Оскільки Еван зараз виключно 12-а система, він набагато швидший, сильніший і безжальніший, ніж Рінгер. Вона кілька разів стріляє в нього, але мало ефекту. Коли Еван ламає їй спину, вона знає, що 12-та система не полагодить її достатньо швидко, тому Рінгер кричить Кессі, щоб тікала. Коли Еван заходить до кімнати, він знаходить лише шматочки волосся Кессі та кров у кріслі, оскільки вона вирвалася. Коли він використовує свій суперслух, щоб знайти її, заходячи в затоплену кімнату, де Кессі впускає електричний дріт під напругою у воду, вбиваючи його електричним струмом.
Вош знаходить все ще паралізовану Рінгер. Він пояснює, що вважає себе творцем/батьком Рінгер і хоче взяти її з собою на материнський корабель. Вона відмовляє йому, відволікаючи його, поки не з'являється Кессі і не стріляє йому в голову. Кессі без емоцій розповідає Рінгер, що вона вбила Евана, і Рінгер втішає її, заявляючи, що він уже пішов, перетворившись на оболонку людини без людянгсті.
Кессі зі своїми завантаженими знаннями використовує клавіатуру, щоб відкрити секретні двері до евакуаційної капсули Воша. Кессі залишається в капсулі, а Рінгер шукає в її кишенях вибухову пігулку, яку дав Вош, щоб вона могла знищити базу. Вона пам’ятає, що помінялася одягом із Кессі, тому Рінгер тягнеться до тіла Воша й шукає в його кишенях перемикач, який уб’є всіх 5000 солдатів на базі, які мають імплантований трекер.
Зомбі, Нагетс і Меган знаходяться у вертольоті, який кружляв навколо бази в очікуванні вимкнення Загального наказу 4. Пілот і солдати раптово застигають і вмирають. Зомбі розуміє, що Рінгер або Кессі все ще живі, і активує перемикач. Трійця виживає після падіння гелікоптера, стрибнувши в річку. Коли вони прямують до бази, вони бачать зелене світло старту та прямують до материнського корабля.
Кессі розуміє, що вона не боїться, оскільки вона більше не одна, зі спогадами та емоціями 10 000 людей у своїй пам’яті. Вона знаходить у своїй кишені вибухову пігулку та впізнає її за тією, що була у Меган, яка активується вуглекислим газом у видихуваному диханні людини. Рятувальна капсула причалює до гігантського материнського корабля розміром з Манхеттен і бачить, що він наповнений потужною вибухівкою, яку потрібно скинути на міста Землі. Вона востаннє читає свої нічні молитви та молитви Семмі, кусає таблетку й дихає.
Зомбі стає свідком сильного вибуху з материнського корабля, після чого корабель зникає. Він знаходить Рінгер паралізованою у коридорі та розуміє, що Кессі пожертвувала собою, щоб знищити Інших та їхній корабель.
Через кілька місяців Зомбі і Нагетс знаходяться в магазині іграшок в Техасі. Вони зустрічають солдата з однією рукою в сорочці, яка тримає рану — подібно до сценарію Кессі в першій книзі. Нагетс хоче вбити солдата, а Зомбі каже йому, що вони більше так не роблять. Зомбі намагається врозумити солдата, але солдат дістає пістолет і стріляє собі в голову. Зомбі та Нагетс повертаються до будинку, де Рінгер няньчить свою новонароджену дівчинку, яку вона назвала Кессі. Зовні патрулює Еван Вокер – 12-та система врятувала його від ураження електричним струмом, а його друзі-люди перезавантажили його спогади, повернувши йому людяність. Еван каже Зомбі, що він планує відвідати якомога більше військових баз 5-ої хвилі та знищити їх, розраховуючи, що за кожне життя, яке він забере, буде врятовано два. Коли Еван йде, Нагетс спостерігає з дому. Він запитує Зомбі про сузір’я, яке було тезкою його сестри, і Зомбі вказує, що три зірки є троном, на якому сидить сузір’я Кассіопея, з якого тепер сидить Кессі, щоб спостерігати за царством.

## Зовнішні посилання
Офіційний сайт